# Tirol Speed Marathon
Der Tirol Speed Marathon war ein zwischen 2004 und 2007 jährlich im Juni stattfindender Marathon, der vom Brennerpass nach Innsbruck führte. Er zeichnete sich dadurch aus, dass das Ziel 785 Meter tiefer als der Start lag, was einem durchschnittlichen Gefälle von 1,86 % entsprach. Ebenfalls im Angebot war eine Halbmarathonstrecke von Matrei nach Innsbruck. Organisiert wurde der Lauf von der Turnerschaft Sparkasse Innsbruck, die auch den Innsbrucker Silvesterlauf und den Innsbrucker Stadtlauf ausrichtet.
Der Startschuss zum Tirol Speed Marathon fiel direkt am Grenzstein zwischen Tirol und Südtirol. Nach einer vier Kilometer langen Aufwärmrunde durch die italienische Gemeinde Brenner passierten die Marathonläufer die Grenze nach Österreich und liefen dann nach Norden über die für den Verkehr gesperrte Brenner Straße (B 182). Zunächst wurde das Wipptal mit den Gemeinden Gries, Steinach und Matrei am Fuße des Serles durchquert. Auf dem Gebiet der Gemeinde Schönberg im Stubaital wurde zuerst die Europabrücke unter- und dann die Stephansbrücke überquert. Im Stadtgebiet von Innsbruck lief man zuerst am Bergisel vorbei mit Blick auf die dortige Schanze und die Inntalkette jenseits von Innsbruck, dann durch Wilten mit seiner Basilika und passierte schließlich auf der Maria-Theresien-Straße die Triumphpforte und die Annasäule, bevor man das Ziel vor den Rathaus-Galerien erreichte.
Theoretisch bot sich die fast ausschließlich bergab führende Strecke für persönliche Bestzeiten an, wie auch ein Testlauf auf der Halbmarathon-Strecke im Oktober 2003 gezeigt hat, als der 17-jährige Kenianer Eliap Kurgat in 58:43,9 Minuten eine neue Weltbestzeit lief (die allerdings ebenso wie alle anderen Zeiten auf dieser Strecke wegen des Gefälles nicht als offizieller Rekord anerkannt wurde). Allerdings stellte das lange Bergablaufen eine Herausforderung dar, auf die man sich im Training spezifisch vorbereiten musste.

## Statistik

### Streckenrekorde
Marathon
- Männer: 2:12:04, Ben Chebet Kipruto (KEN), 2005
- Frauen: 2:55:27, Ewa Fliegert (POL), 2004 & Marinella Curreli (ITA), 2006

Halbmarathon
- Männer: 1:04:29, Lajos Berecz (HUN), 2004
- Frauen: 1:17:48, Simona Staicu (HUN), 2004

### Schnellste Läufer 2007
Marathon
- Männer: Emanuele Zenucci (ITA), 2:28:49
- Frauen: Hildegard Hirsch-Sojer (AUT), 2:58:25

Halbmarathon
- Männer: Artur Błasiński (POL), 1:07:14
- Frauen: Andrea Lutz (GER), 1:26:08

### Zieleinlauf 2007
- Marathon: 340 (278 Männer und 62 Frauen), 129 weniger als im letzten Jahr
- Halbmarathon: 533 (401 Männer und 132 Frauen), 2 mehr als im letzten Jahr

### Siegerliste

#### Marathon
| Jahr | Männer               | Zeit    | Frauen            | Zeit    |
| ---- | -------------------- | ------- | ----------------- | ------- |
| 2006 | Eric Kiptoon         | 2:22:42 | Marinella Curreli | 2:55:27 |
| 2005 | Ben Chebet Kipruto   | 2:12:04 | Zsuzsa Vajda      | 3:03:51 |
| 2004 | Micah Kipyego Kemboi | 2:21:45 | Ewa Fliegert      | 2:55:27 |

#### Halbmarathon
| Jahr | Männer           | Zeit    | Frauen            | Zeit    |
| ---- | ---------------- | ------- | ----------------- | ------- |
| 2006 | Rudi Brunner     | 1:09:09 | Simona Staicu -2- | 1:18:51 |
| 2005 | Lajos Berecz -2- | 1:05:46 | Katalin Garami    | 1:21:28 |
| 2004 | Lajos Berecz     | 1:04:29 | Simona Staicu     | 1:17:48 |